# Вашуканні
Вашуканні, Вашшуканні (Хошкан) — столиця хурритської держави Мітанні в Північній Месопотамії.
Місто відоме з письмових джерел приблизно з XVI століття до н. е. Столиця процвітала близько двох століть. Відомо, що місто було розграбоване хеттами на чолі з царем Суппілуліумою І, який зробив царя Мітанні Шаттівазу своїм данником. Повторно місто було зруйноване ассирійським царем Адад-нірарі I близько 1290 до н. е.
Його ймовірне розташування співвідносять з Тель-ель-Фахарія біля Тель-Халаф у Сирії. Неподалік від городища знаходиться ассирійське місто Сікан. Є гіпотеза, згідно з якою його назва відноситься з топонімом Вашшуканні ([Wa-]Sikan[-ni]).
Городище знайдене в 1910-х роках. Розкопки ведуться нерегулярно з 1940-х, регулярно — з 1980-х років.